# 沙代甘
沙代甘是伊朗的城市，位於該國西南部霍拉姆沙赫爾東北50公里，由胡齊斯坦省負責管轄，位於首都德黑蘭距離約50公里，海拔高度14米，2006年人口48,642。

## 外部連結
- Shadegan Photo Gallery from the Khuzestan Governorship